# Хузук
Хузук (Хунзух, Кузун, Кузук) — хребет, относится к системе Западного Саяна, субмеридионально протягивается на 35 км (Таштыпский район Хакасии). Водораздел рек Карасумы и Оны. Абсолютные высоты растут с севера на юг от 1666 до 2400 м.
Покрыт горной тайгой, субальпийскими и альпийскими лугами и высокогорными тундрами.
В южной части Хунзуха — пенеплеизированное, глубокорасчленённое высокогорье с мерзлотно-нивальной обработкой склонов и вершин. Господствуют тундровые ландшафты (лишайниково-моховые, кустарниковые), местами в сочетании с криофитно-разнотравно-злаковыми осочниками и кобрезниками на горно-тундровых торфянисто-перегнойномерзлотных, торфянистых грубогумусных мерзлотных почвах.
Северная часть хребта — крутосклонное среднегорье, глубокорасчлененное, с маломощным покровом дефлюкционных отложений, местами каменисто-осыпное, покрыто кедрово-пихтово-еловыми, лиственнично-кедрово-пихтовыми темнохвойными лесами на горных перегнойно-торфянистых сезонно-мерзлотных почвах. На высоте 2000 м и выше встречаются цирковые озера.